# Ilhas Yasawa
As ilhas Yasawa é um arquipélago de vinte ilhas vulcânicas no oeste de Fiji, com uma área de, aproximadamente, 135 km². 
O primeiro navegador europeu a avistar as ilhas Yasawa foi o britânico William Bligh, em 1789, após a revolta na HMS Bounty.

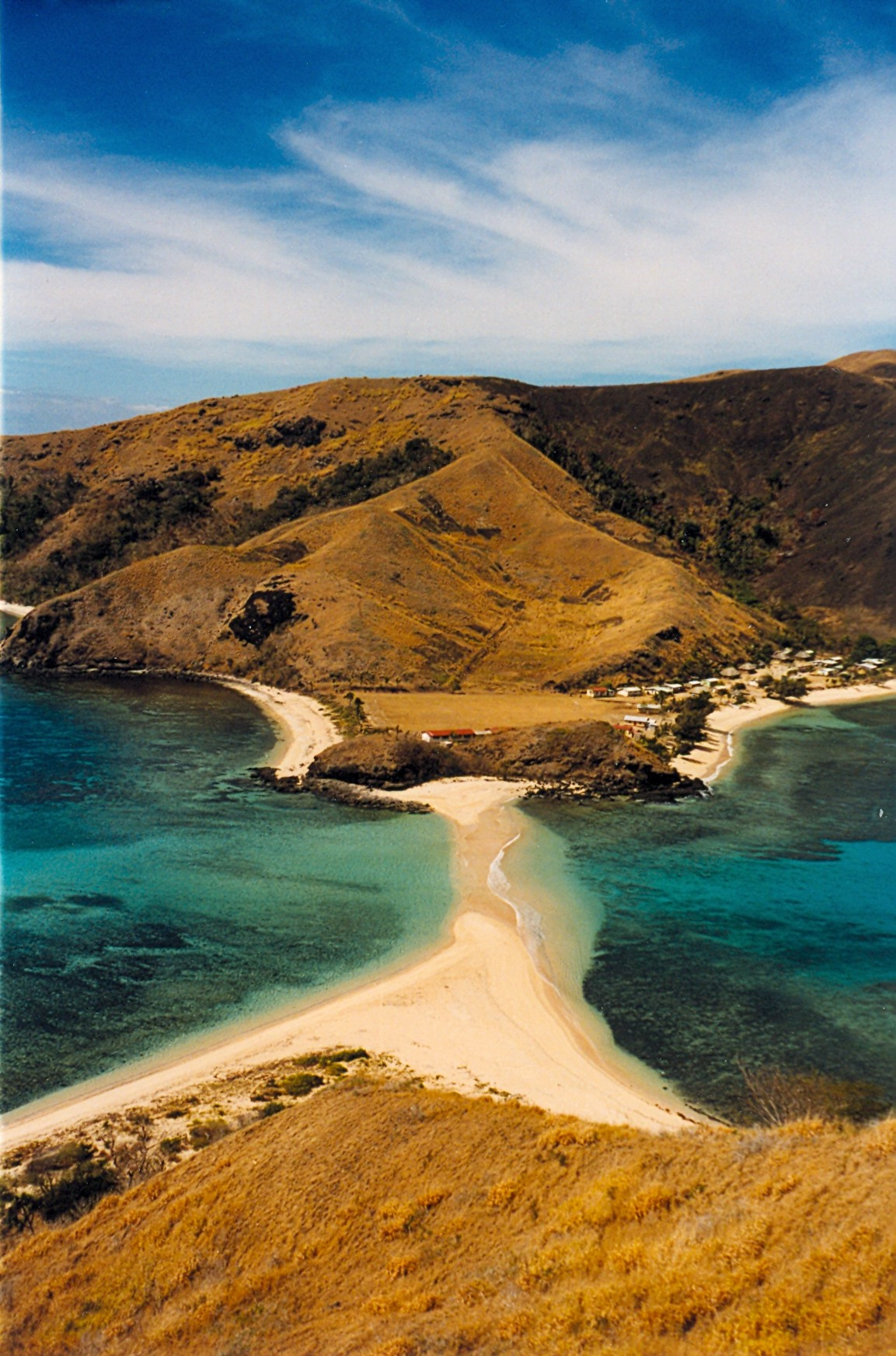
Barra que liga as ilhas Waya e Wayasewa